# 俄罗斯保守主义
俄罗斯保守主义是俄罗斯的一种广泛的政治信仰体系，其特点是支持东正教价值观、俄罗斯帝国主义、国家主义、经济干预主义、倡导俄罗斯的历史势力范围以及拒绝西方文化。

## 简介
与其他保守主义运动一样，俄罗斯保守主义被视为捍卫当时的既定制度，例如沙皇专制和苏联强人统治。俄罗斯保守主义的独特之处在于拒绝美国保守主义盛行的自由放任经济学，支持混合经济，反对经济自由主义等理想。这使得俄罗斯保守主义在提倡反建制观点、强烈的民族主义和社会保守主义方面很大程度上是民粹主义的。俄罗斯保守主义者认为，国家应该控制经济和社会政策，因为这符合沙皇统治的起源和俄罗斯东正教的教义。